# 6786 Doudantsutsuji
6786 Doudantsutsuji è un asteroide della fascia principale. Scoperto nel 1991, presenta un'orbita caratterizzata da un semiasse maggiore pari a 3,1230675 UA e da un'eccentricità di 0,1047468, inclinata di 2,55952° rispetto all'eclittica.